# インダストリアル・メタル
インダストリアル・メタル（industrial metal）は、1980年代後半に生まれた音楽ジャンル。インダストリアル・ダンス・ミュージック、スラッシュメタル、ハードコア・パンクの音楽的側面を持ち、ギター・リフ、シンセサイザー、打ち込み、サンプリング、ディストーションをかけたボーカル等が使用されている。

## 概要
1980年代後半、スロッビング・グリッスルのようなインダストリアル・ロックとヘヴィメタルが接近した。ゴッドフレッシュが『Godflesh(EP)』で、ミニストリーが『The Land of Rape and Honey』でそれぞれ結実させ、1988年にリリースした。1992年、ナイン・インチ・ネイルズが『Broken』、ミニストリーが『Psalm 69』をリリースし、アメリカでビッグ・セールスを記録した。ビッグ・ブラックもアルバムをリリースし、ナイン・インチ・ネイルズのトレント・レズナーはマリリン・マンソンをプロデュースし、世界の一部の国で好セールスを記録。インダストリアル・メタル・シーンはヘビメタ・ファンを中心に脚光を浴びた。
1990年代後半、ビルボード200チャートでマリリン・マンソンの『 Antichrist Superstar 』が3位、ロブ・ゾンビの『Hellbilly Deluxe』が5位、ナイン・インチ・ネイルズの『The Fragile』が1位になった。また、ビルボードHeatseekersチャートではFilterの『Short Bus』、スタッビング・ウェストワードの『Wither Blister Burn + Peel』、ラムシュタインの『 Sehnsucht 』、Orgyの『Candyass』、スタティック-Xの『Wisconsin Death Trip』が上位にランクインした。

## 歴史

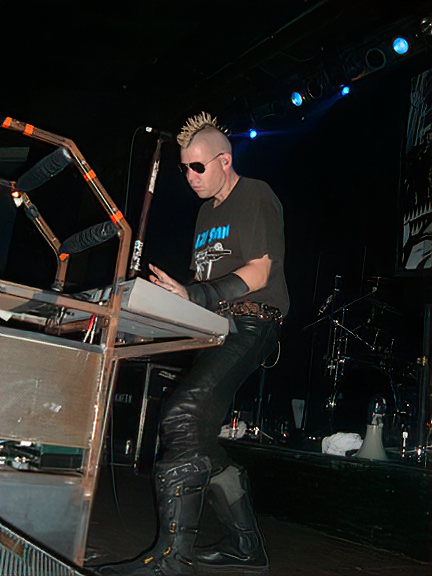
KMFDMのサシャ・コニエツコ in concert, 2005

スロッビング・グリッスルをはじめとする多くのインダスリアル・ロック・グループは、ノイズ・ロックも含めて“アンチ・ロック”の姿勢を強く打ち出していた。そこにキリング・ジョークがインダストリアルとロックを融合し、その音楽性はミニストリー、ゴッドフレッシュ、ナイン・インチ・ネイルズなど数多くのミュージシャンに影響を与えた。その一方、スティーヴ・アルビニによるビッグ・ブラックもドラム・マシーンを使用し、インパクトを与えた。
かつてナパーム・デスのギタリストでありゴッドフレッシュを結成したジャスティン・ブロードリックが影響を受けた音楽は、パワーエレクトロニクス・バンドのWhitehouse、ノイズ・ロックのSwans、ブライアン・イーノ、ブラック・サバス、ザ・キュアーの「Pornography」など多岐にわたり、それらを吸収することによってインダストリアル・メタルが生み出された。また、ミニストリーのアル・ジュールゲンセンはスラッシュメタル好きでセパルトゥラのファンであったため、インダストリアル・メタルに至り、KMFDMのサシャ・コニエツコはヘヴィメタルのギターリフをサンプリングすることからインダストリアル・メタルに至った。

## 主なインダストリアル・メタル・バンド
- ...And Oceans（後期）
- ABORYM
- AMERICAN HEAD CHARGE
- ANAAL NATHRAKH　アナール・ナスラック
- ANOREXIA NERVOSA　アノレクシア・ネルヴォサ
- APARTMENT 26
- ARGYLE PARK
- ARMY OF IN BETWEEN
- ATARI TEENAGE RIOT　アタリ・ティーンエイジ・ライオット
- AVATAR　アヴァター
- BLACK SNAKE MOAN
- BLOOD STAIN CHILD　ブラッド・ステイン・チャイルド
- BLUT AUS NORD　ブルート・アウス・ノート
- CANE HILL
- CELLDWELLER　セルドウェラー
- CHEMLAB
- CIRCLE OF DUST
- CLAWFINGER
- CORPUS
- CRASH
- CROSSBREED
- CROSSFAITH　クロスフェイス
- DANZIG
- DEATHSTARS　デススターズ
- DEADSY
- DEADSTAR ASSEMBLY
- D'ESPAIRSRAY　ディスパーズ・レイ
- DIE KUR
- DIE KRUPPS
- DKAY.COM
- DOPE　ドープ
- DOPE HEADZ　ドープ・ヘッズ
- DROWN
- DUMPER
- DEVICE　デヴァイス
- ECONOLINE CRUSH
- THE ELECTRIC HELLFIRE CLUB
- ENGEL　エンゲル
- FALL OF BECAUSE
- FEAR FACTORY　フィア・ファクトリー
- FILTER　フィルター
- Fire from the gods
- FRONT LINE ASSEMBLY　フロント・ライン・アッセンブリー
- GENKAKU ALLERGY　幻覚アレルギー
- GIRUGAMESH　ギルガメッシュ
- GODFLESH　ゴッドフレッシュ
- GODHEAD
- IN THIS MOMENT　イン・ディス・モーメント
- KILL II THIS
- KILLING JOKE　キリング・ジョーク
- KMFDM　KMFDM
- THE KOVENANT　ザ・コヴナント
- LARD
- LAIBACH　ライバッハ
- LEFT SPINE DOWN
- LOKA　ロカ
- MACHINES OF LOVING GRACE
- MACHINAE SUPREMACY
- THE MAD CAPSULE MARKETS　ザ・マッド・カプセル・マーケッツ
- MARILYN MANSON　マリリン・マンソン
- MDFMK
- MINDLESS SELF INDULGENCE　マインドレス・セルフ・インダルジェンス
- MINISTRY　ミニストリー
- MNEMIC　ネミック
- MOI DIX MOIS　モワディスモワ
- MOTIONLESS IN WHITE　モーションレス・イン・ホワイト
- MUSHROOMHEAD
- NAILBOMB /ネイルボム
- NEUROSIS
- NINE INCH NAILS　ナイン・インチ・ネイルズ
- OOMPH!　ウームフ!
- ORGY　オージー
- PIG
- PITCHSHIFTER
- POP WILL EAT ITSELF/ポップ・ウィル・イート・イットセルフ
- POWERMAN 5000
- PROFESSIONAL MURDER MUSIC
- THE PROJECT HATE MCMXCIX
- PRONG
- RAMMSTEIN　ラムシュタイン
- SAMAEL　サマエル
- SCHAFT　シャフト
- SCHWEIN　シュヴァイン
- SHADE EMPIRE　シェイド・エンパイア
- SHOTGUN MESSIAH：ショットガン・メサイア
- SKNNY PUPPY　スキニー・パピー
- SOUNDS  OF MASS PRODUCTION
- SPINESHANK　スパインシャンク
- STABBING WESTWARD
- STATIC-X　スタティック-X
- STRAPPING YOUNG LAD　ストラッピング・ヤング・ラッド
- SWAMP TERRORISTS/スワンプ・テロリスツ
- SYBREED
- THEATRE OF TRAGEDY　シアター・オヴ・トラジディー
- THREAT SIGNAL
- WHITE ZOMBIE　ホワイト・ゾンビ
- VAMPIRES EVERYWHERE!
- VELCRA
- ZILCH　ZILCH

## インダストリアル・メタルに分類されるバンド形式のミュージシャン
- DEVIN TOWNSEND　デヴィン・タウンゼンド
- ROB ZOMBIE 　ロブ・ゾンビ

## 外部サイト
- Industrial／EBMって何？ CDレビューサイト「FAITH STREET」より